# Ethmia chrysopyga
Ethmia chrysopyga là một loài bướm đêm thuộc họ Ethmiidae.
Nó được tìm thấy ở nam châu Âu và Anatolia up to the Kavkaz region.
Two subspecies have been được mô tả:
- E. c. chrysopyga – miền tây (European) population
- E. c. staudingeri – miền đông (Asian) population